# La mujer de nadie
La mujer de nadie es una película española de drama estrenada en 1950, dirigida por Gonzalo Delgrás
y basada en la novela homónima del escritor José Francés publicada en 1915.

## Sinopsis
Javier Tasana adopta a la hija de un pintor que ha muerto en la miseria. La pequeña consigue que el carácter de su padre adoptivo cambie poco a poco, pero al alcanzar la adolescencia, la joven se enamorará del discípulo preferido de su progenitor.

## Reparto
- Adriana Benetti como Eliana
- José Crespo como Javier Tasana
- José Suárez como Juan Bautista Nebot
- Antonio Bofarull como Don César
- Fernando Sancho como Martorell
- Consuelo de Nieva como Clotilde
- Modesto Cid como Manolo
- Luana Alcañiz como Duquesa
- Camino Garrigó como Vecina del pueblo
- Emilio Fábregas como Miembro del jurado